# アナザー・デイ (U2の曲)
「アナザー・デイ」（Another Day）は、U2が1980年に発表した楽曲。「Out of Control」「Stories for Boys」「Boy/Gorl」の3曲入りシングル「スリー」がEP扱いされているので、一応、これがU2の1stシングルということになる。だがボノはライブで「Out Of Control」を演奏する際、「U2の1stシングル！」と紹介している。

## 解説
「スリー」をレコーディングした際、一緒にレコーディングした曲。チャス・ド・ウェイリーのプロデュースで、CBSアイルランドからアイルランド国内でのみリリースされたのも「スリー」と同じ。エッジが初めてドローン弦を使った曲である。
アダム曰く「U2屈指の名曲とはいいがたい。だけど面白い曲」とのことだが、チャート入りもせず、ライブでも6回しか演奏されたことがなかった。だが、2008年にリリースされた「Boy」のデラックス・エディションに収録され、ようやく日の目を見た。

## 収録曲
1. "Another Day"
2. "Twilight" (Demo version)

## 評価

### イヤーオブ
- 1980年ホットプレス年間ベストシングル第22位[2]